# Olga Kaliturina
Olga Viktorovna Kaliturina (rusko Ольга Викторовна Калитурина), ruska atletinja, * 9. marec 1976, Moskva, Sovjetska zveza.
Ni nastopila na poletnih olimpijskih igrah. Na svetovnih prvenstvih je osvojila srebrno medaljo v skoku v višino leta 1997, na evropskih prvenstvih bronasto medaljo leta 2002, kot tudi na evropskih dvoranskih prvenstvih leta 2000.